# Receptor vomeronasal
En morfología de vertebrados, se llama receptor vomeronasal a toda neurona que recibe los compuestos químicos ("olores") y se estimula acorde a ellos, presente en el órgano vomeronasal, también llamado órgano de Jacobson.